# Plexus parotideus
Der Plexus parotideus (lat. plexus „Geflecht“, Glandula parotidea Parotis „Ohrspeicheldrüse“) ist ein zwischen zwei Lappen der Ohrspeicheldrüse gelegenes Nervengeflecht des VII. Hirnnervens, Nervus facialis, das hauptsächlich motorische Fasern für die mimische Muskulatur enthält. Der Plexus teilt sich in folgende Endäste (lat. Rami) auf:
- Rami temporales: innervieren Musculus orbicularis oculi, Musculus procerus und die Musculi epicranii
- Rami zygomatici: innervieren Musculus orbicularis oculi (seitlicher Teil), Musculus zygomaticus major, Musculus zygomaticus minor, Musculus nasalis, Musculus procerus, Musculus depressor septi nasi, Musculus levator anguli oris, Musculus levator labii superioris und mit den Musculus buccinator
- Rami buccales: innervieren Musculus buccinator, Musculus nasalis, Musculus depressor septi nasi, Musculus levator angulis oris, Musculus depressor anguli oris, Musculus risorius
- Ramus marginalis mandibulae: zieht zum Kinn und versorgt die mimische Muskulatur unterhalb der Mundspalte
- Ramus colli: innerviert das Platysma, anastomisiert mit Nervus transversus colli des Halsgeflechtes (Plexus cervicalis)